# Moto E4 Plus
El Moto E4 Plus es un teléfono inteligente con un sistema operativo Android fabricado por Motorola Mobility, una subsidiaria de Lenovo. Fue lanzado en junio de 2017 y se les considera un teléfono de bajo costo con una batería de larga duración.

## Especificaciones
El Moto E4 Plus se alimenta de Mediatek MT6737 Soc, un CPU ARM Cortex-A53 de cuatro núcleos de 1.3GHz con una pantalla LCD IPS de 5.5 pulgadas, procesador Quad-core de 1.3GHz con un GPU ARM Mali-T720 MP2 con 3 GB de RAM y 32 GB de almacenamiento interno expandible hasta 256 GB con una tarjeta microSD.
Tiene una pantalla LCD IPS de 5.5 pulgadas con una resolución de 720 × 1280 pixeles. La cámara trasera de 13 MP tiene una apertura de f/2.0 y cuenta con autofoco y flash Led. La cámara frontal de 5 MP tiene una apertura de f/2.2 y cuenta con flash Led.

### Software
El Moto E4 Plus se envía con Android 7.1.1 Nougat y no posee actualizaciones posteriores de software. 